# نورست

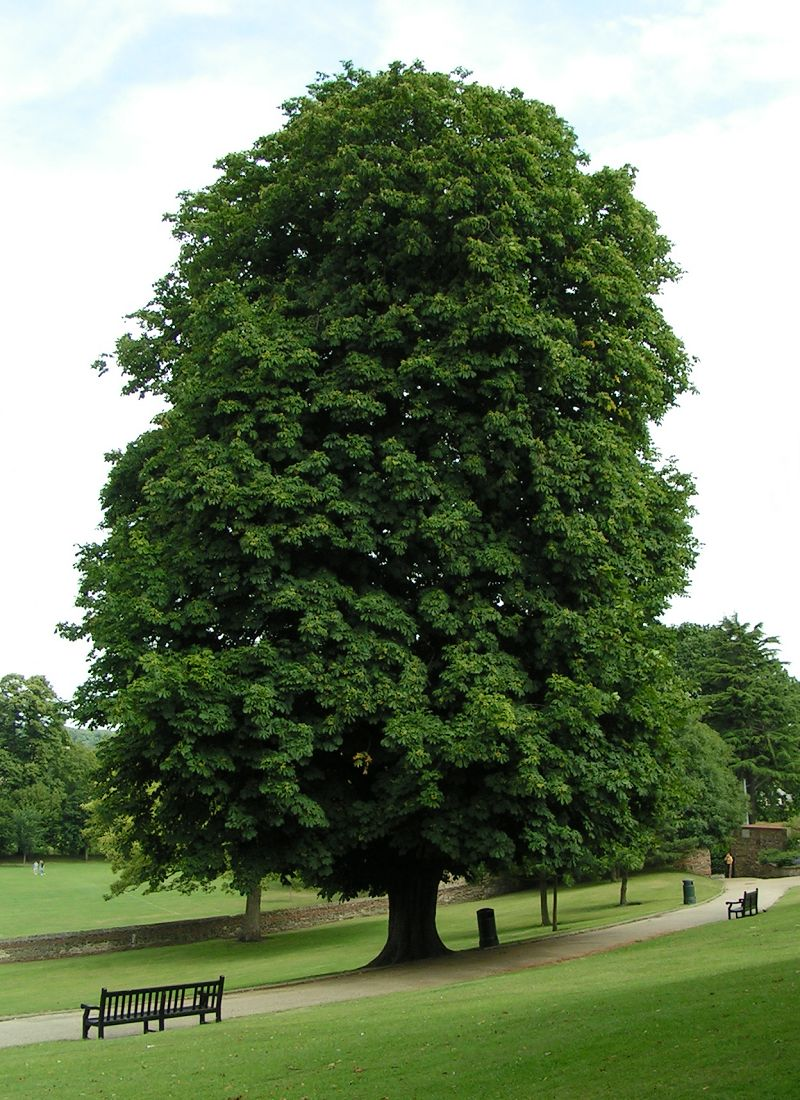
شاه‌بلوط اسبی (Aesculus hippocastanum) نمونه‌ای از گونه‌های نورست است که در سدهٔ هفدهم به جزایر بریتانیا معرفی شد.

در گیاه‌شناسی، نورست یا نئوفیت (به انگلیسی: Neophyte) (از واژهٔ یونانی néos به معنی "جدید" و phutón به معنی "رستنی" یا "گیاه") گونه‌ای گیاهی است که بومی منطقه جغرافیایی نیست و در تاریخ اخیر معرفی شده است. گیاهان غیربومی که از دیرباز در یک منطقه استقرار یافته‌اند، کهن‌رست نامیده می‌شوند. در بریتانیا، نورست‌ها به‌طور خاص به عنوان گونه‌های گیاهی تعریف می‌شوند که پس از سال ۱۴۹۲، زمانی که کریستف کلمب وارد جهان جدید شد و مبادلات کلمبیایی آغاز شد، معرفی شدند.

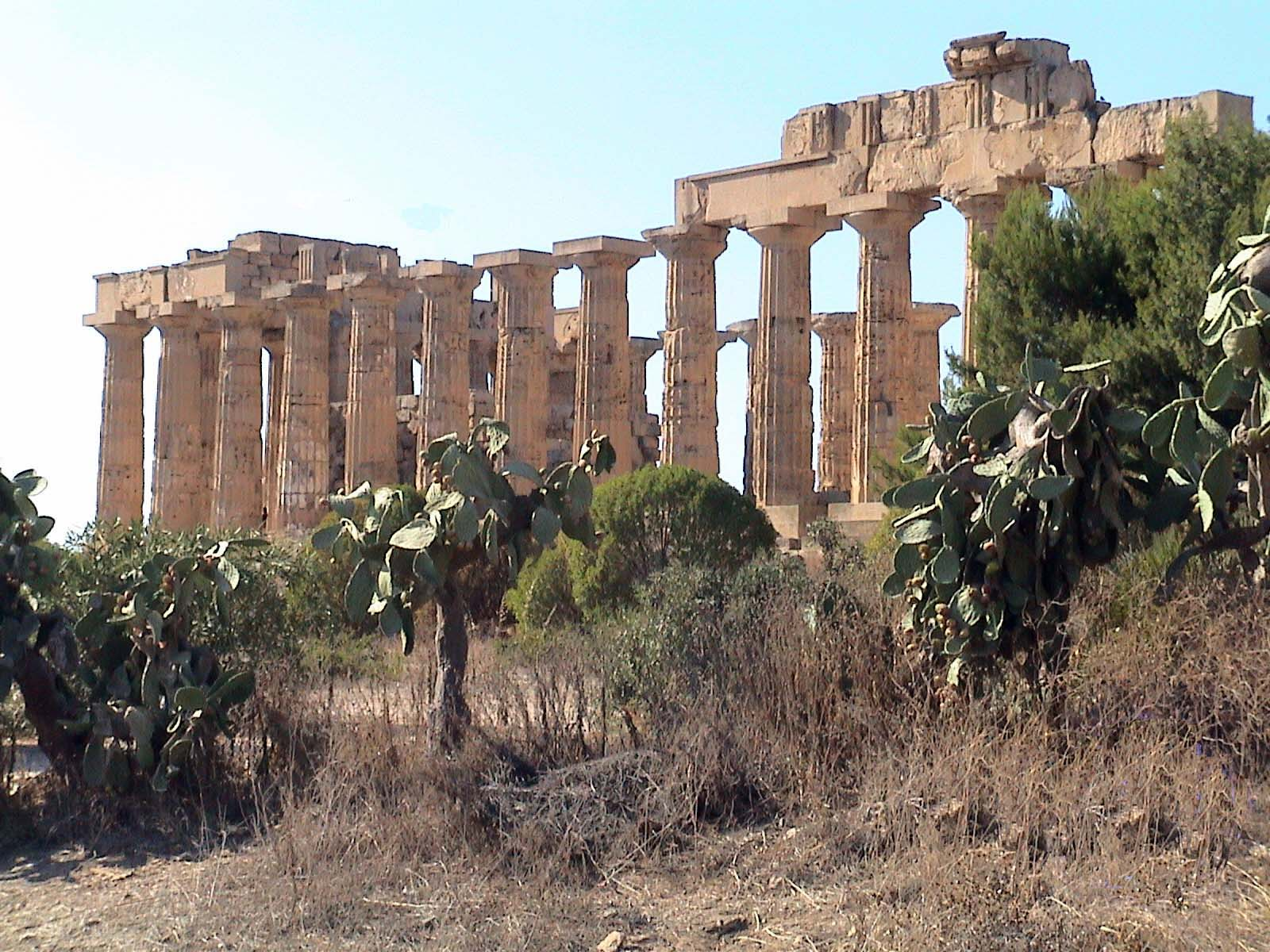
گلابی خاردار در معبد یونان باستان در سلینونته، سیسیل. گلابی خاردار که بومی مکزیک و دیگر کشورهای آمریکای مرکزی و جنوبی است، با موفقیت در بسیاری از کشورهای جهان جمعیت ایجاد کرده است.